# Canariphantes
Canariphantes es un género de arañas araneomorfas de la familia Linyphiidae. Se encuentra en Europa y Norte de África.

## Lista de especies
Según The World Spider Catalog 12.0:
- Canariphantes alpicola Wunderlich, 1992
- Canariphantes atlassahariensis (Bosmans, 1991)
- Canariphantes homonymus (Denis, 1934)
- Canariphantes naili (Bosmans & Bouragba, 1992)
- Canariphantes nanus (Kulczynski, 1898)
- Canariphantes palmaensis Wunderlich, 2011
- Canariphantes zonatus (Simon, 1884)